# Montezumina intermedia
Montezumina intermedia är en insektsart som beskrevs av Nickle 1984. Montezumina intermedia ingår i släktet Montezumina och familjen vårtbitare. Inga underarter finns listade i Catalogue of Life.